# カンニバルクッキング
カンニバルクッキング（原題：Cannibal Cuisine）は、ベルギーのインディーズゲームスタジオ・Rocket Vultureが開発・販売するコンピュータゲームであり、2020年5月20日に Microsoft Windowsと Nintendo Switch向けに発売された。
2022年1月26日には、PlayStation 5, PlayStation 4,Xbox Series X, Xbox One用ソフトが発売されたほか、拡張コンテンツ「スカラベ・キングの呪い」が全ハード向けに追加された。

## 内容
本作は、熱帯地方の島に住む人食い部族が自分の身を守るために、捕らえた旅行客を調理して人食いの神フーチョーブーに捧げる様子を描いた、料理シミュレーションゲームである。
プレイヤーは料理人を操作し、野菜や果物、肉を集めて調理する。プレイヤーが観光客を殺すことにより肉や脳みそなどの食材が得られ、このうち肉は手首などの部位に分かれている。
プレイヤーに対して様々な料理を要求するフーチョーブーは、一つのステージにつき最低一体は存在しており、プレイヤーが要求通りの料理を作った場合はポイントが加点される。間違った料理を作った場合は、フーチョーブからプレイヤーに向かって火球が飛んでくる。

料理人には体力の概念があり、獲物である旅行客の反撃を受けたり、ステージ内のトラップに巻き込まれることによって、体力が減少する。
さらに、料理人はブードゥーパワーという能力を持っており、この能力を発動させると移動速度を上げるなどの効果を得られる。
本作は全24ステージから成る1人用のキャンペーンモードだけでなく、4人までの協力プレイや対戦モードも用意されている。
対戦モードはチーム形式で、自チームのフーチョーブーを満足させて多くポイントを得られた方が勝利となる。また、同モードでは相手チームから食材（旅行客含む）を横取りすることができる。
拡張コンテンツ「スカラベ・キングの呪い」はエジプトをモチーフとした5ステージで構成されており、観光客の代わりにミイラが食材として登場する。

## 開発
本作の開発元であるベルギーのRocket Vultureは3人のスタッフで構成された小規模スタジオである。彼らは『Overcooked』のファンであり、同作の要素にプラットフォーム・ゲームを取り入れたゲームを作ろうと考え、本作を開発した。

## 評価
レビューサイト・ MetacriticにおけるNintendo Switch版のスコアは61点だった一方、PC版はレビューが十分に集まらないとして点数は付けられなかった。
批評家たちからは堅実性が評価された一方、操作性についての指摘が寄せられた。これを受け、開発元は発売直後の2020年5月24日のアップデートで操作性を改善するパッチを導入した。
また、「人食い」というテーマに対して不快感を示す者もおり、GameWatcherは無神経（insensitive）でショッキング（sensationalist）だと述べている。
一方、Taijiro Yamanakaは日本のニュースサイト・AUTOMATONに寄せた記事の中で、「本作の人を狩って料理するというテーマは非常に残酷だが、ポップなビジュアルとハチャメチャ感のあるゲームプレイによって、コミカルなテイストに仕上がっていると言えそうだ。」と述べている。